# Круликовский, Рафал

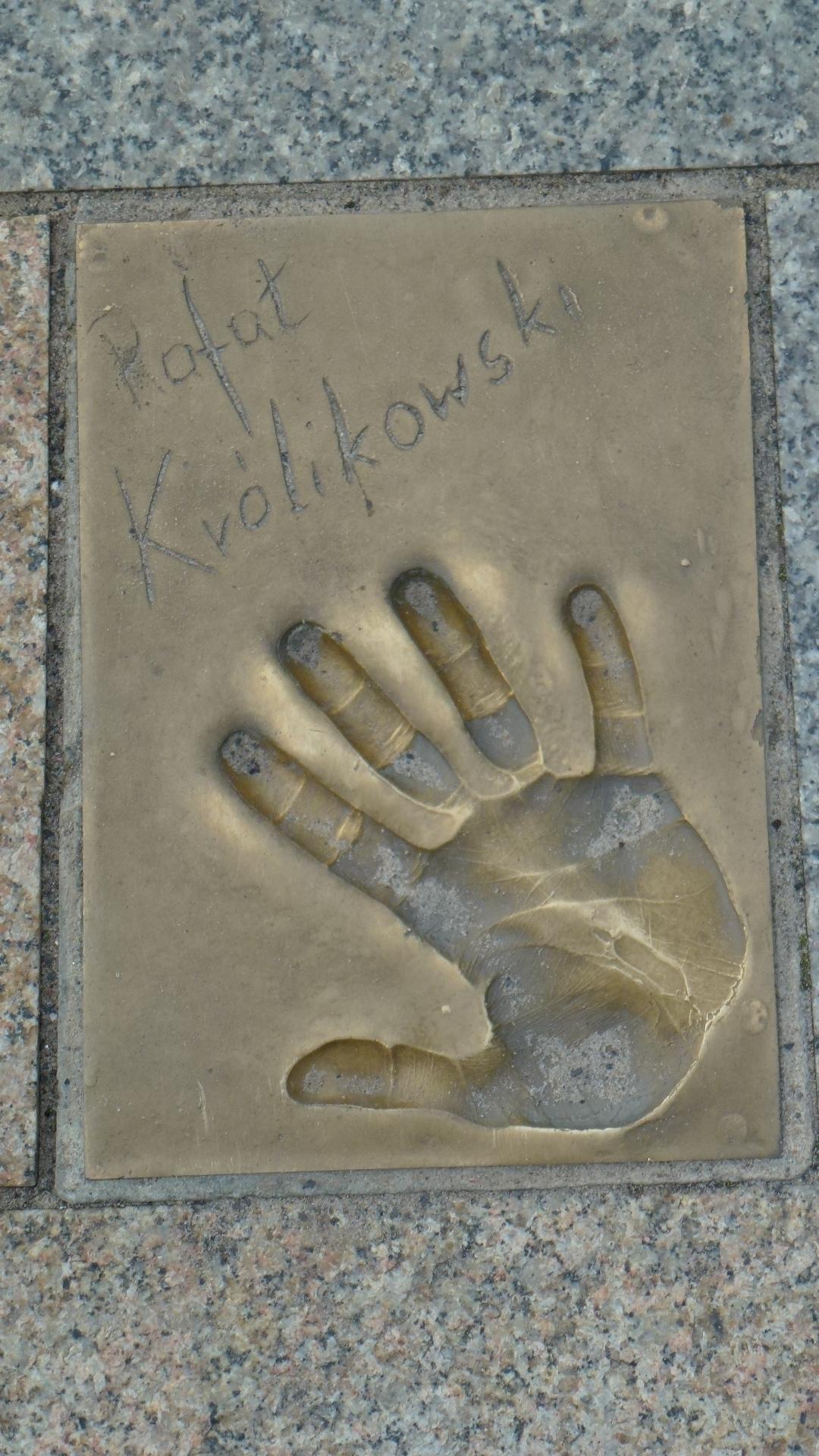
Отпечаток руки актёра на аллее звёзд в Миадзыдрое

Рафал Круликовский (пол. Rafał Królikowski) — польский актёр театра, кино, радио и телевидения.

## Биография
Родился 27 декабря 1966 года в Здуньской-Воле. В 1992 году окончил Театральную академию им. Александра Зелверовича в Варшаве. Актёр театров в Варшаве. Выступает в спектаклях «театра телевидения» с 1992 года, также в радиопередачах «Польского радио».
Его брат — режиссёр и актёр Павел Круликовский.

## Избранная фильмография
- 1992 — Перстенёк с орлом в короне / Pierścionek z orłem w koronie
- 1993 — Прощание с Марией / Pożegnanie z Marią
- 1994 — Легенда Татр / Legenda Tatr
- 1994 — Поездка на восток / Podróż na wschód — эпизод
- 1995 — История о мастере Твардовском / Historia o mistrzu Twardowskim
- 1999 — Бигда идет! / Bigda idzie!
- 2000 — Сизифов труд / Syzyfowe prace
- 2000 — Полушутя / Pół serio
- 2002 — Ведьмак / Wiedźmin
- 2002 — Суперпродукция / Superprodukcja
- 2004 — Никогда в жизни! / Nigdy w życiu!
- 2008 — Дамочки / Lejdis
- 2012 — Быть как Казимеж Дейна / Być jak Kazimierz Deyna

## Признание
- 1993 — Награда им. Збигнева Цибульского.
- 1999 — Награда за роль — 39-е Калишские театральные встречи.